# Margarete von Werdenberg

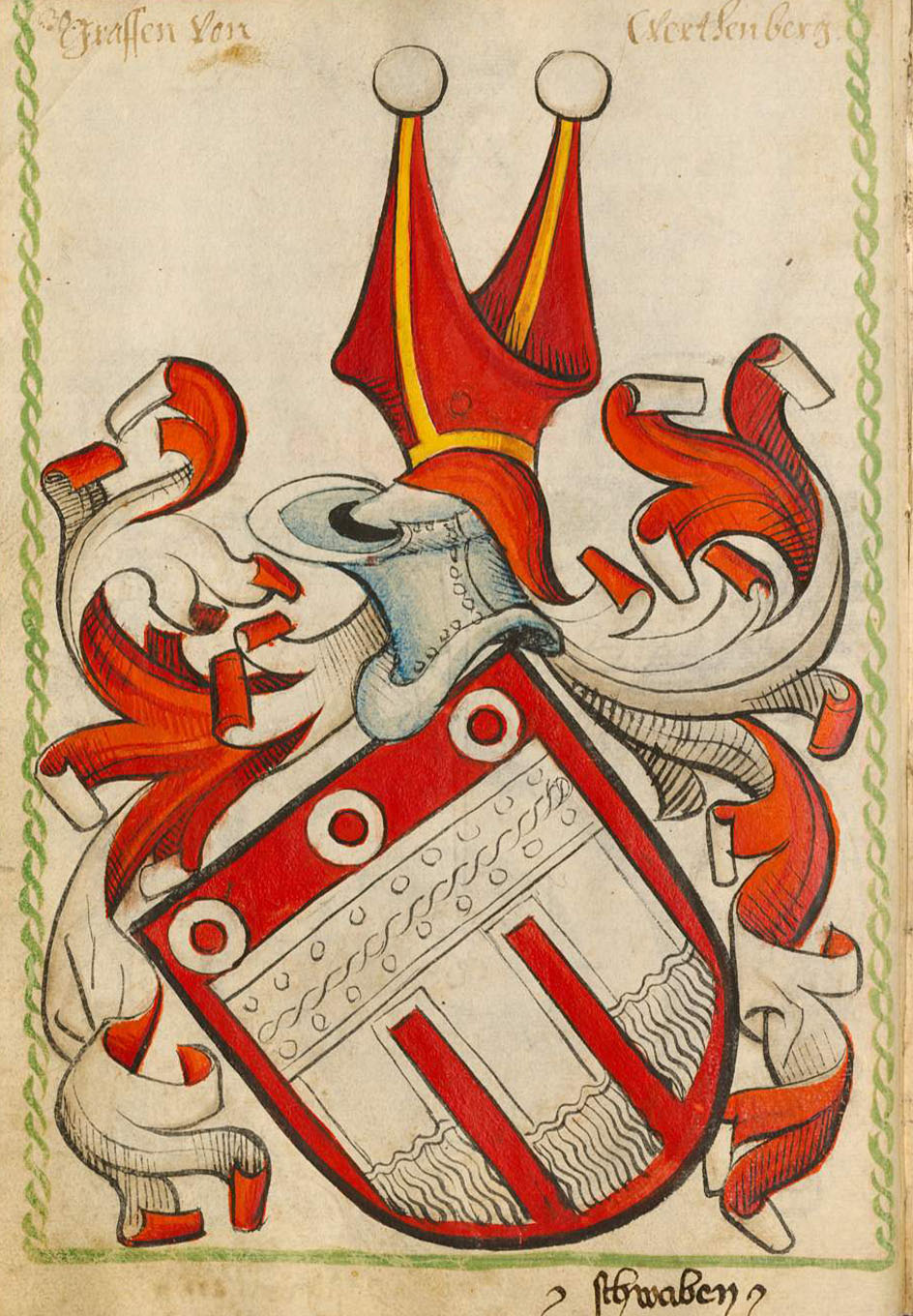
Familienwappen Werdenberg-Sargans

Margarete von Werdenberg (* 1436/37; † 1496) war eine Äbtissin des freiweltlichen Damenstifts Buchau im heutigen Bad Buchau am Federsee.

## Leben
Sie wurde geboren als eines von sechzehn Kindern des Grafen Johann IV. von Werdenberg-Sargans († 1465) und seiner Gattin Elisabeth von Württemberg, Tochter des Grafen Eberhard III. von Württemberg und der Elisabeth von Nürnberg-Hohenzollern.
Ihre Brüder waren der Augsburger Bischof Johann II. von Werdenberg († 1486), Heinrich XIII. von Werdenberg († 1505), Domherr zu Straßburg und Rudolf X. von Werdenberg († 1505), deutscher Johanniter-Großprior. Des Vaters Grab ist in der Martinskirche Trochtelfingen erhalten.
Am 29. Juli 1449 wurde Margarete von Werdenberg zur Äbtissin des Stiftes gewählt. Mit dem Erreichen des kanonischen Alters im Jahre 1466, konnte sie das Stift endgültig übernehmen. Aus diesem Jahr stammt auch ein Dokument des Pfalzgerichtes, das formell ihre Rechte als Äbtissin bestätigte. 1486 hielt sie sich zum Begräbnis ihres bischöflichen Bruders in Augsburg auf.
Sie verstarb nach einer langen Regierungszeit im Jahr 1496. Nachfolgerin wurde ihre jüngere Schwester Anna von Werdenberg († 1497).